# Grammistops ocellatus
Grammistops ocellatus, thường được gọi là cá mú xà phòng đốm mắt, là một loài cá biển thuộc chi Grammistops trong họ Cá mú. Loài này được mô tả lần đầu tiên vào năm 1953.
Gọi là "cá xà phòng" là vì khi bị kích động, G. ocellatus, và tất cả các loài thuộc phân họ Grammistinae, sẽ tiết ra một chất nhầy có độc để bảo vệ cơ thể.

## Phân bố và môi trường sống
G. ocellatus có phạm vi phân bố thưa thớt ở Ấn Độ Dương và rộng rãi ở Tây Thái Bình Dương. Ở Ấn Độ Dương, loài này được tìm thấy dọc theo bờ biển Đông Phi (từ Kenya đến Mozambique), Phuket của Thái Lan và đảo Giáng Sinh (Úc). Ở Thái Bình Dương, chúng có mặt ở phía đông của quần đảo Mã Lai; phía bắc giới hạn đến quần đảo Ryukyu (miền nam Nhật Bản); phía nam xuống đến New Caledonia và đông bắc Úc; phía đông trải dài đến một số quần đảo thuộc các tiểu vùng là Micronesia, Melanesia và Polynesia. G. ocellatus sống xung quanh các rạn san hô trong các đầm phá và ngoài khơi. Độ sâu tìm thấy chúng khoảng từ 5 đến 30 m.

## Mô tả
Mẫu vật duy nhất dùng để mô tả G. ocellatus có kích thước khoảng 13,2 cm. Thân và vây của chúng đều có màu nâu hơi vàng đồng nhất. Một đốm đen lớn viền trắng đặc trưng của loài nằm ở trên nắp mang. Có thêm một đốm nâu sẫm ở mỗi bên cằm.
Số gai ở vây lưng: 7; Số tia vây mềm ở vây lưng: 12 - 13; Số gai ở vây hậu môn: 3; Số tia vây mềm ở vây hậu môn: 9; Số tia vây mềm ở vây ngực: 14 - 15; Số vảy đường bên: 58 - 67; Số lược mang: 7 - 11.
Thức ăn của G. ocellatus có thể là những loài sinh vật phù du hoặc động vật giáp xác. Chúng sống đơn độc hoặc theo cặp, nhưng hiếm khi nhìn thấy. Loài này không có giá trị thương mại.